# 立ち泳ぎ
立ち泳ぎ（たちおよぎ）は、体を水面に対し垂直に保ち頭部を水面上に出したまま静止する泳ぎ方である。
泳ぎ方は2つに大別できる。
- 両足を交互に動かし、足の裏で水を踏むようにする（踏み足、巻き足）。
- 両足を同時に動かし、片足は足の裏で踏み片足は足の甲で蹴るようにする（あおり足）。

水泳の競技種目の水球やアーティスティックスイミングのように、水中で一定の姿勢を維持する際には一定の浮力を得るために両手・両腕を水面下で水平に掻き回すように動かし、脚部は前述による。